# Епархия Жанаубы

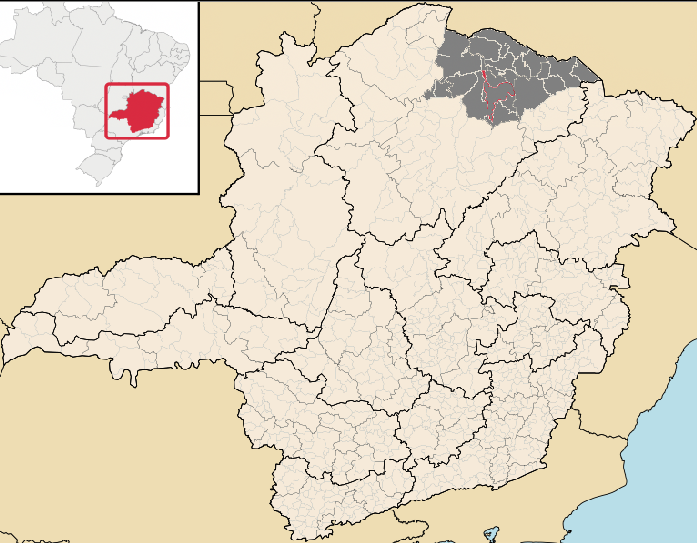
Епархия Жанаубы.

Regional CNBB Leste 2.

 Епархия Жанаубы  (лат. Dioecesis Ianaubena) — епархия Римско-Католической церкви с центром в городе Жанауба, Бразилия. Епархия Жанаубы входит в митрополию Монтис-Кларуса. Кафедральным собором епархии Жанаубы является церковь Святейшего Сердца Иисуса.

## История
5 июля 2000 года Римский папа Иоанн Павел II издал буллу «Maiori bono Christifidelium», которой учредил епархию Жанаубы, выделив её из епархий Жануарии и Монтис-Кларуса. В этот же день епархия Жанаубы вошла в митрополию Диамантины.
25 апреля 2001 года епархия Жанаубы вошла в митрополию Монтис-Кларуса.

## Ординарии епархии
- епископ José Mauro Pereira Bastos (5.07.2000 — 19.04.2006), назначен епископом Гуашупе
- епископ José Ronaldo Ribeiro (6.06.2007 — 24.09.2014), назначен епископом Формозы
  - Sede Vacante

## Источник
- Annuario Pontificio, Ватикан, 2007
- Булла Maiori bono Christifidelium  (лат.)